# Chiesa di Sant'Anna (Brugherio)
La chiesa di Sant'Anna si trova a San Damiano, frazione di Brugherio, nella Provincia di Monza e della Brianza.

## Storia
L'attuale chiesa, popolarmente conosciuta come "geseta de Sant'Anna" sorge nel luogo in cui, nel IX secolo, si trovava una chiesetta dedicata ai santi Cosma e Damiano. In occasione della visita pastorale di san Carlo Borromeo del 1578, l'arcivescovo decise di demolire l'intera costruzione che era annessa ad un antico monastero. A documentare questa demolizione, esiste una pergamena leggibile, conservata presso la sede dell'Arcidiocesi di Milano. La vecchia chiesa fu sostituita con una nuova nel Settecento. La troviamo menzionata per la prima volta dal canonico Antonio Francesco Frisi: si trattava di una cappella privata adiacente alla ormai demolita Villa Viganoni-Benaglia, nell'Ottocento residenza estiva della famiglia Parravacini. L'attuale chiesa è stata dedicata a sant'Anna, probabilmente, dai proprietari Antonio Parravicini e dalla di lui moglie Isabella Blasi. Furono loro, con tutta probabilità, a posizionare sull'altare marmoreo la tela raffigurante l'Educazione della Vergine, proveniente da qualche altra chiesa milanese demolita. Nel 1808 Isabella Blasi, devota a sant'anna, pose due lapidi in marmo nero ai lati dell'altare, che sono presenti ancora oggi. La prima è una supplica che Isabella Blasi fece a sant'anna raccomandando il padre Blasio.
(Enrico Sangalli, "La chiesa di Sant'Anna in San Damiano")
La seconda è una lapide commemorativa che la nobildonna fece incidere dopo la morte del marito e in ricordo del padre anch'esso defunto.
(Enrico Sangalli, "La chiesa di Sant'Anna in San Damiano")

## Descrizione artistica e architettonica
La pianta della chiesa è caratterizzata da una navata principale, coperta da una volta a botte, distaccata dal presbiterio tramite un arco a sesto ribassato decorato con motivi floreali, al centro del quale è raffigurato il monogramma di Gesù. A sinistra, una navata amplia la pianta conducendo alla sagrestia, spazio dedicato, in passato, al matroneo (dove si raccoglievano in preghiera le nobildonne) raggiungibile direttamente dalla villa. In seguito ad alcuni interventi di restauro all'interno della chiesa, sono state riportate in luce cinque nicchie ornate con decorazioni pittoriche "a fresco", raffiguranti finti marmi e fregi architettonici, che sembrano trasformarle in veri e propri altari, dedicati alle figure che queste ospitavano. Due nicchie, poste una di fronte all'altra, contengono le statue lignee raffiguranti la Vergine con il bambino e San Giuseppe. Altre due nicchie sono ornate da una corona con uno scettro a destra, e le palme del martirio a sinistra, quindi erano dedicate ad altri santi e martiri. Ciascuna nicchia presenta al suo interno una volta celeste decorata da stelle dorate. Sono presenti inoltre i dipinti raffiguranti la Via Crucis e due tele che rappresentano la Madonna, sant'Anna e san Gioacchino a destra e i santi Cosma e Damiano a sinistra. Sotto la tutela delle Belle Arti sono stati eseguiti interventi di restauro che hanno interessato il portone principale, riportandolo all'attuale splendore; il recupero delle porte, delle finestre e degli elementi d'arredo quali panche e un armadio posto nella sacrestia.